# Szyszeń pospolity
Szyszeń pospolity, omacnica szyszkówka (Dioryctria abietella) – gatunek motyli z rodziny omacnicowatych. Zasiedla krainę palearktyczną, od Hiszpanii na zachodzie po Rosyjski Daleki Wschód na wschodzie. Gąsienice są polifagicznymi fitofagami, żerującymi na szyszkach niektórych sosnowatych.

## Taksonomia
Gatunek ten opisany został po raz pierwszy w 1775 roku przez Johanna N.C.M. Denisa i Ignaza Schiffermüllera z okolic Wiednia jako Tinea abietella. W 1796 roku niezależnie opisał go z Niemiec Jacob Hübner pod nazwą Tinea decuriella. W 1846 roku Philipp Christoph Zeller wyznaczył go gatunkiem typowym nowego rodzaju Dioryctria. W 1848 roku materiał typowy gatunku uległ zniszczeniu wskutek pożaru.
W obrębie swojego rodzaju szyszeń pospolity tworzy grupę blisko spokrewnionych gatunków (abietella-group) wraz z D. abietivorella, D. assamensis, D. aulloi, D. ebeli, D. mendacella, D. nivaliensis, D. pineae, D. peyerimhofi, D. pinicolella, D. raoi, D. resiniphila, D. simplicella, D. stenopterella, D. sysstratiotes i nienazwanym gatunkiem z La Palmy. Molekularna analiza filogenetyczna z 2008 roku oparta na sekwencjonowaniu genów oksydazy cytochromowej potwierdziła monofiletyzm grupy abietella i rozpoznała w niej trzy klady, z których najsilniejsze wsparcie uzyskał klad A obejmujący gatunki północnoamerykańskie, natomiast szyszeń pospolity utworzył klad B wraz z D. simplicella.

## Morfologia
Samce osiągają od 11,9 do 14,9 mm, a samice od 11,9 do 15,2 mm długości przedniego skrzydła; rozpiętość skrzydeł wynosi od 23 do 34 mm.
Głowa jest porośnięta łuskami o ciemnoszarych nasadach i jasnoszarych wierzchołkach, wskutek czego ma wygląd szaro nakrapianej. Aparat gębowy zaopatrzony jest w drobne, łuskowate głaszczki szczękowe oraz w głaszczki wargowe o trzecim członie trzykrotnie krótszym od drugiego. Czułki osiągają od 8 do 11 mm długości; u samicy są nitkowate, zaś u samca występuje delikatne piłkowanie i kępka łusek pokrywająca ich czwarty i piąty człon.
Łuski na tułowiu również tworzą szare nakrapianie. Przednie skrzydło porastają rozproszone łuski barwy białawoszarej, rdzawej i czarnej, formujące wzór z czterema liniami i jedną plamką. Linia przedśrodkowa kontrastuje w części odsiebnej z czarnymi łuskami i niekiedy może zanikać. Linia środkowa ma dwa wyraźne ząbki u nasady i kontrastuje z linią czarną tej samej szerokości, a przestrzeń między liniami środkową i przedśrodkową wypełniają łuski rdzawoczerwone. Nerkowata plamka środkowa (łac. stigma discalis) ma białawe zabarwienie i przylega do białawoszaro nakrapianego przyciemnienia środkowego. Wyraźnie ząbkowana linia zaśrodkowa odsiebnie kontrastuje z barwą brązowawą. Linia końcowa jest czarna, delikatnie zaznaczona, często poprzerywana szarawobiałymi łuskami. Strzępina przedniego skrzydła jest brązowawoszara z niewyraźnymi liniami. Tylne skrzydła są jasnobeżowe z wyraźnie widocznymi żyłkami i ciemnobrązowym obrzeżeniem, z którym kontrastuje jasnoszara strzępina.
Odwłok ma ubarwienie szare z rozjaśnionymi tyłami tergitów i jasnoszarymi, ciemno nakrapianymi sternitami. U samca środkowa płytka ósmego sternitu ma silnie wystający wierzchołek. Genitalia samca cechuje unkus o szeroko zaokrąglonym, jajowatym wierzchołku i wypukłych brzegach bocznych, walwa z rejonem oszczecinionym krótszym od mającej szeroki i stępiony wierzchołek kosty, kolec przedwierzchołkowy kosty położony blisko jej szczytu, wydłużony i nieco stożkowaty sakulus oraz wyraźnie dłuższe niż połowa długości genitaliów winkulum. Sam fallus ma w swym wnętrzu jeden cierń w ¼ tak długi jak on sam oraz zgrupowanie od 20 do 35 cierni drobniejszych. Samica ma przewody torebki kopulacyjnej pięciokrotnie dłuższe niż szerokie, zakrzywione, silnie zesklerotyzowne oprócz wąskiego paska podłużnego w środkowej ⅓ długości, na przedzie rozszerzone i wyposażone w grupę kolców nieosadzonych na własnej sklerotyzacji, w tylnych ⅔ zaopatrzone w colliculum. Przednio-boczne wyrostki tychże przewodów odchodzą po prawej ich stronie.

## Biologia i ekologia

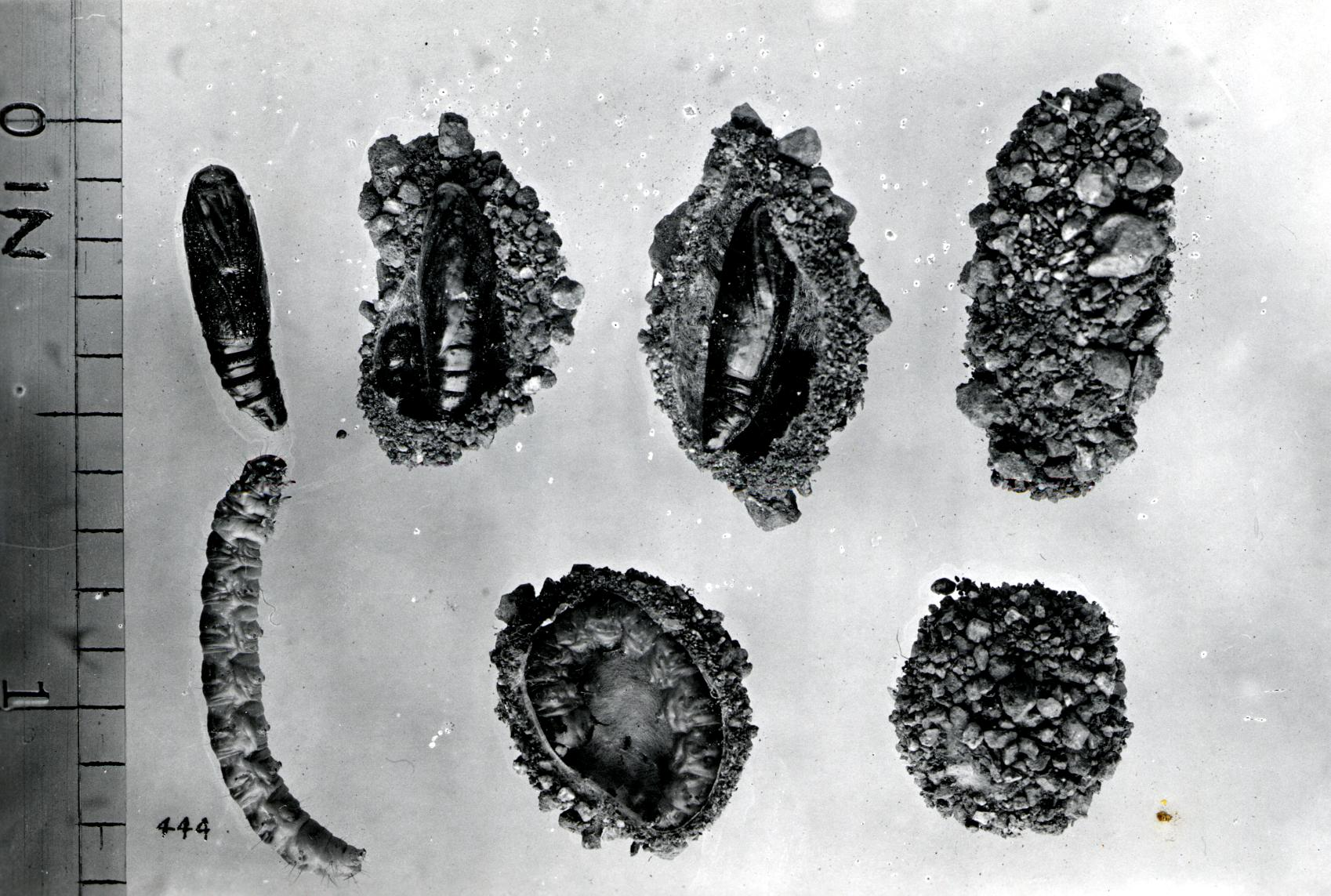
Poczwarka, larwa i kokony szyszenia pospolitego

Pospolity gatunek zasiedlający lasy iglaste i mieszane, wrzosowiska, parki i ogrody.
Gąsienice są polifagicznymi fitofagami, żerującymi na szyszkach roślin iglastych z rodziny sosnowatych (konofagi). Wśród ich roślin żywicielskich podaje się sosny (w tym pospolitą, czarną, wejmutkę i Banksa), świerki i jodły, a niektóre źródła wymieniają też modrzewie. Pokarm gąsienicy stanowią łuski szyszki, natomiast nasiona uszkadza w stopniu niewielkim, a rdzeń szyszki pozostawia nienaruszony. Żerowiska mają postać szerokich, nieregularnych, placowatych chodników zapełnionych zlepionymi przędzą grubymi grudkami o brązowej barwie, które w formie festonów wyrzucane są poza szyszkę.
Rozwój gąsienicy trwa od sierpnia do maja następnego roku. W pełni wyrośnięta wygryza się z szyszki okrągłym otworem i przepoczwarcza w glebie. Poczwarki obserwuje się w czerwcu i lipcu, a imagines latają głównie w lipcu i sierpniu.

## Rozprzestrzenienie
Gatunek palearktyczny. W Europie znany jest z większości krajów, w tym z Polski; na zachód dociera do Hiszpanii, a na północ do Skandynawii. Dalej na wschód dociera do Kaukazu, północnych Chin i Rosyjskiego Dalekiego Wschodu. Istnieje jednak podejrzenie, że doniesienia z krajów bałkańskich i azjatyckich tyczą się innych, podobnych gatunków. Z nearktycznej Ameryki Północnej szyszeń pospolity wykazywany był błędnie, wskutek nieodróżniania od tamtejszego D. abietivorella.

## Znaczenie gospodarcze
W gospodarce leśnej gatunek ten uznawany jest za jednego z najważniejszych motylich szkodników szyszek w krainie palearktycznej. Jego żerowanie prowadzi do deformacji, przeżywiczenia, przedwczesnego brunatnienia i opadania szyszek. Choć same nasiona pozostają często całe, to ich łuszczenie utrudnione jest wskutek uszkodzenia innych struktur szyszki.